# Riserva reale Alta Val di Sangro
La Riserva reale dell'Alta Val di Sangro è stata un'area, situata tra la Marsica orientale e l'Alto Sangro — nell'ex provincia di Abruzzo Ultra II, poi provincia dell'Aquila —, in cui i diritti di caccia erano riservati esclusivamente ai sovrani di Casa Savoia.

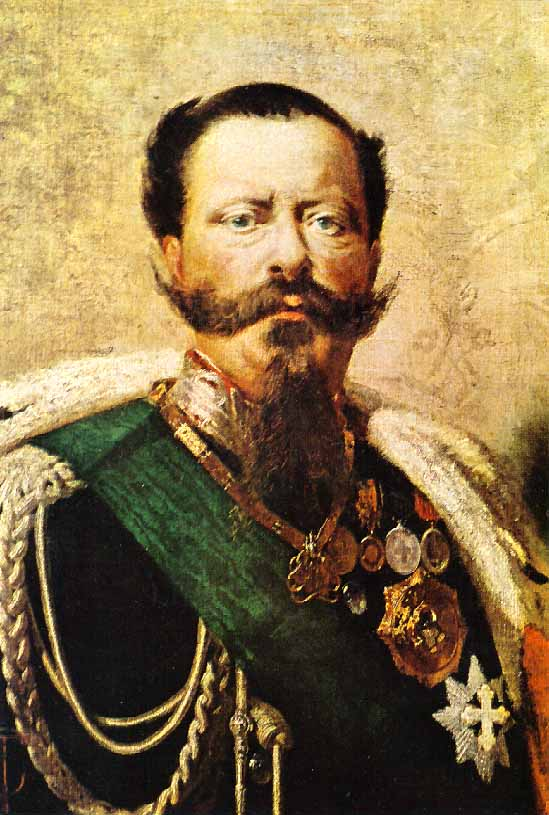
Ritratto di Vittorio Emanuele II

## Prima istituzione (1873 – 1878)
Il 21 giugno 1872 i fratelli Carmelo e Francesco Saverio Sipari offrirono al re d'Italia, Vittorio Emanuele II, i diritti di caccia su tre montagne di loro proprietà (denominate Pratillo, Fossetta e Macchiatavana) nel comune e nel tenimento di Villavallelonga. L'offerta, che venne accettata dal sovrano, innescò un'adesione all'iniziativa privata da parte di diverse amministrazioni municipali marsicane e dell'Alta Val di Sangro (Opi, Pescasseroli, Lecce nei Marsi, Gioia dei Marsi, Villavallelonga e Collelongo e, in un secondo tempo, Balsorano e Castellafiume), che deliberarono di consentire al re l'esclusivo diritto di caccia nei rispettivi territori. 
Dopo la ratifica della Deputazione provinciale dell'Aquila (dicembre 1872), nell'aprile del 1873 arrivò il definitivo assenso del sovrano, che pose il neo-istituito distretto di caccia alle dirette dipendenze della Direzione delle Regie Cacce e Pesche nelle Province napoletane. Nonostante i numerosi viaggi di esponenti reali, che studiarono i luoghi interessati dalla Riserva, al fine di preparare le eventuali battute di caccia, Vittorio Emanuele II non poté mai recarsi a caccia nell'Alta Val di Sangro. Con la sua morte, avvenuta il 9 gennaio 1878, la prima Riserva reale nella Marsica venne soppressa nel successivo mese di marzo.

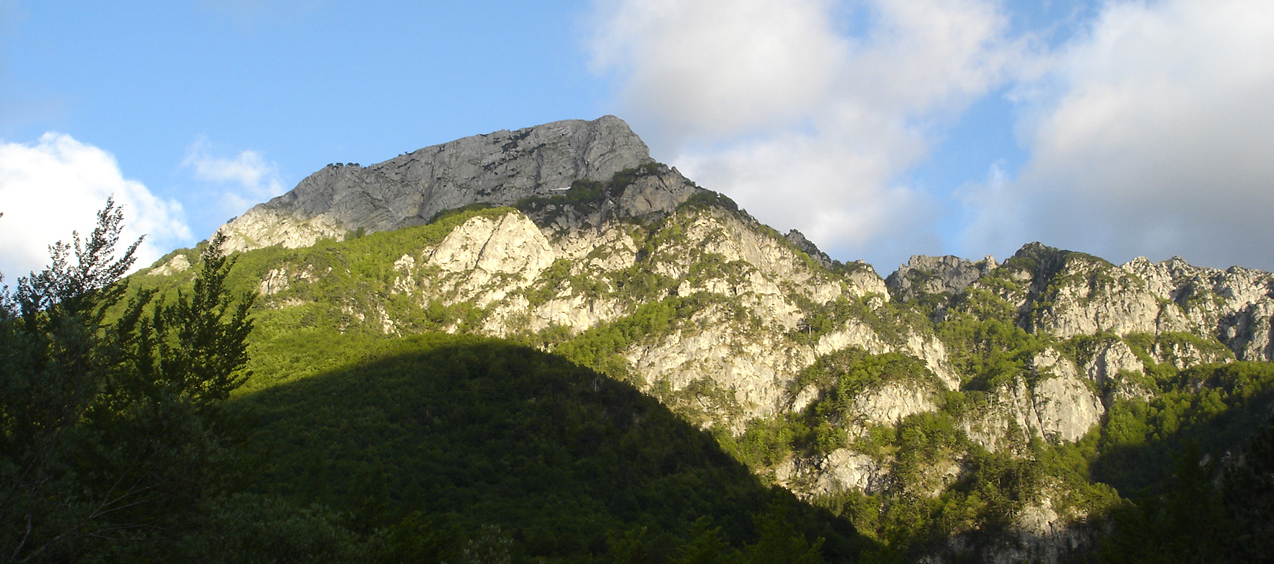
Il monte Sterpi d'Alto nel cuore della riserva integrale della Camosciara - Monti della Meta

## Seconda istituzione (1900 – 1912)
Il 26 ottobre 1899 giunse a Pescasseroli il principe di Napoli, futuro re d'Italia, su invito di Carmelo Sipari e del deputato Mansueto De Amicis. Si trattenne sino al 28 ottobre, partecipando ad una battuta di caccia. Il principe, nonostante non ebbe neanche modo di vedere l'orso bruno marsicano (ben diversi saranno gli esiti delle cacce nel 1907 e nel 1921), rimase egualmente soddisfatto dell'ospitalità ricevuta. 
Infatti, una volta asceso al trono con il nome di Vittorio Emanuele III, in seguito all'omicidio del padre (29 luglio 1900), sostenne la nuova istituzione della Riserva, che in questa occasione interessò il territorio di undici comuni: Alfedena, Barrea, Civitella, Collelongo, Gioia dei Marsi, Lecce nei Marsi, Opi, Pescasseroli, Pizzone, Villavallelonga e Villetta. Per la prima volta venne in tal modo a definirsi la fisionomia del futuro Parco Nazionale d'Abruzzo (fondato nel 1922 da Erminio Sipari).

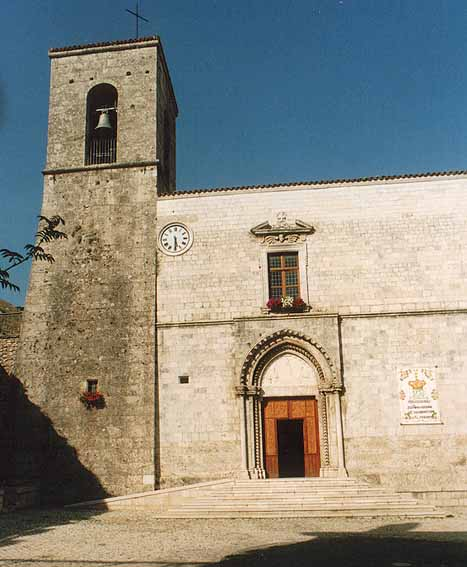
Chiesa parrocchiale di Pescasseroli

La riserva rimase in vigore sino a tutto il 1912, quando il sovrano fu costretto ad abolirla, a causa delle eccessive lamentele di agricoltori e allevatori, che subivano frequenti danni dalla fauna autoctona.

## Impatto ecologico all'epoca
Le fonti e i dati statistici pubblicati da ricerche di ecostoria, hanno smentito le prime ipotesi secondo cui le riserve reali di caccia in genere, servendo come svago ai sovrani e al loro seguito, avessero prodotto una distruzione indiscriminata di specie faunistiche.   I diritti di caccia erano esclusivamente riservati al re, e ad un esiguo numero di cacciatori (la caccia era all'epoca un'attività riservata ad una ristretta élite). Nel caso della Riserva reale dell'Alta Val di Sangro, gli studi dell'epoca registrarono, durante la sua vigenza, un significativo incremento del numero di orsi bruni marsicani e di camosci d'Abruzzo, altrimenti destinati all'estinzione, proprio nei periodi (1878 – 1900 e 1913 – 1921) in cui il territorio interessato era privo di tutela.